# ذا كواري
ذا كواري (بالإنجليزية: The Quarry) هي لعبة فيديو من تطوير شركة سوبرماسيف غيمز ونشر شركة تو كي جيمز. صدرت على أجهزة مايكروسوفت ويندوز، بلاي ستيشن 4، بلاي ستيشن 5، إكس بوكس ون وإكس بوكس سيريس إكس وسيريس إس في 10 يونيو 2022.
تُعتبر ذا كواري بمثابة الوريث الروحي لـ Until Dawn (2015) والمستوحاة من أفلام رعب المراهقين Friday the 13th و The Thing ، وتضم اللعبة مجموعة كبيرة من الممثلين بما في ذلك David Arquette وTed Raimi وأرييل وينتر. تلقت اللعبة آراء إيجابية في الغالب عند الإصدار.

## القصة
لورا كيرني (سيوبان ويليامز) وماكس برينلي (سكايلر جيسوندو) يقودان السيارة إلى شمال نيويورك في منتصف الليل لزيارة هاكيت كواري، حيث تم تعيين الاثنين كمستشارين في المعسكر الصيفي. ينحرف الاثنان عن الطريق لتجنب اصطدام مخلوق مجهول والاصطدام بالغابات. عمدة مقاطعة محلي (تيد ريمي) يقترب من سيارتهم ويشك في حالتهم. أمر لورا وماكس بالبقاء ليلاً في فندق بالقرب من Hackett's Quarry ، لكنهما يقودان السيارة إلى المخيم على أي حال. عندما وصلوا اقتحموا الطابق السفلي للتحقيق في شيء رأته لورا، لكن ماكس تعرض لهجوم سريع من قبل وحش في هذه العملية. يصل الشريف إلى المخيم، ويخدع لورا ويطلق النار على المخلوق الموجود في الطابق السفلي.
بعد شهرين، سبعة من مستشاري المخيم - أبيجيل «أبي»، وديلان لينيفي، وإيما مونتيبانك، وجيكوب كوستوس وكايتلين كا ونيكولاس يستعدون لمغادرة Hackett's Quarry. لقد تقطعت بهم السبل بعد أن قام جاكوب بتخريب سيارتهم، الذي يريد قضاء ليلة أخرى مع إيما. مالك المخيم كريس هاكيت يطلب منهم البقاء محبوسين داخل النزل طوال الليل ويخبرهم أنه سيعود لكي يساعدهم في الصباح. بدلاً من ذلك، قررت المجموعة إقامة حفلة نار ولعب لعبة الحقيقة والجرأة.

## وصلات خارجية
- الموقع الرسمي
 (بالإنجليزية)